# Leonid Mosejev
Leonid Mosejev (rusky Леонид Николаевич Мосеев) (* 21. října 1952 Kasli) je bývalý sovětský vytrvalec, vítěz maratonského běhu na Mistrovství Evropy v atletice 1978 v Praze.
Na olympiádě v Montrealu v roce 1976 doběhl v maratonu sedmý, v moskevském olympijské maratonu se umístil pátý. Největším úspěchem se pro něj stal titul mistra Evropy z Prahy v roce 1978. Svůj osobní rekord si vytvořil o rok dříve časem 2:11:57.